# Antje Harvey
Antje Harvey (născută Misersky; n. 10 mai 1967, Magdeburg, RDG) este o biatlonistă ce a reprezentat Statele Unite ale Americii, medaliată olimpică. A participat la 2 ediții ale Jocurilor Olimpice (1992, 1994) în care a câștigat o medalie de aur și 3 medalii de argint.